# Gigar
Gigar, död 1832, var kejsare av Etiopien mellan 1821 och 1826 och 1826-1830.